# Wilhelm Joos
Wilhelm Joos, né le 1er avril 1821 à Schaffhouse (originaire du même lieu) et mort le 6 novembre 1900 dans la même ville, est un médecin et homme politique suisse.
Conseiller national, il est le premier homme politique suisse à faire campagne à l'Assemblée fédérale pour l'interdiction de l'esclavage et pour la promotion des droits de l'enfant.

## Biographie

### Jeunesse
Wilhelm J. B. Joos naît le 1er avril 1821 à Schaffhouse, dont il est aussi originaire. Il est le fils du conseiller d'État schaffhousois Bernhard Joos (1793-1855).
Il étudie la médecine à Göttingen, Erlangen, Londres, Berlin et Vienne. Il passe ensuite plusieurs années comme médecin au Brésil. À partir de 1852, d'autres voyages l'emmènent avec son frère Emil (1826-1895) en Colombie, en Équateur, au Pérou, puis en Égypte, en Palestine et en Turquie. Il se réinstalle ensuite dans sa ville natale de Schaffhouse et se tourne vers la politique.

### Parcours politique

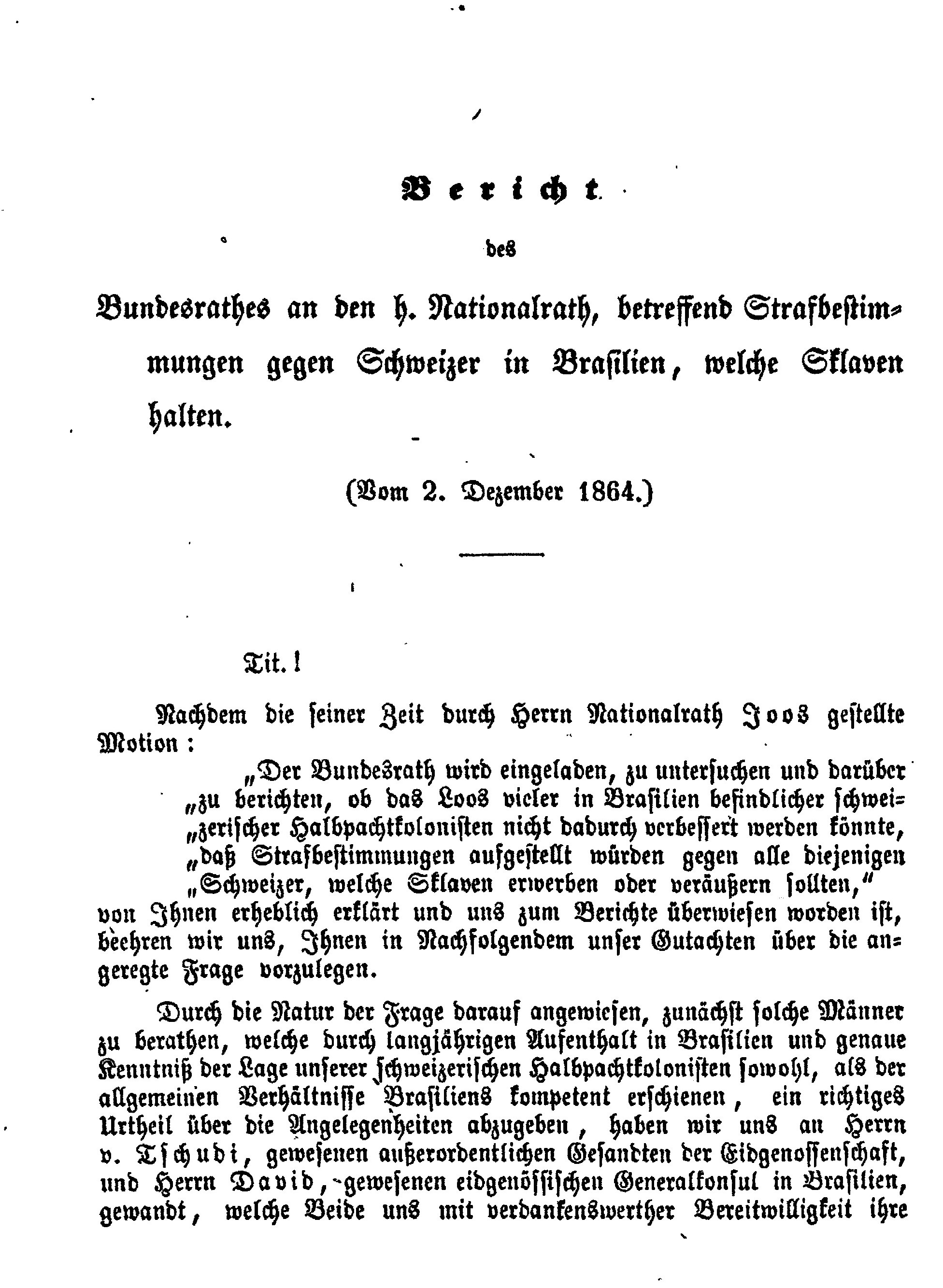
Première page du rapport du Conseil fédéral sur l'esclavage (2 décembre 1864).

Indépendant, il se situe dans la mouvance démocrate et partage par la suite les idées socialistes.
Il est membre du Conseil cantonal de Schaffhouse de 1858 à 1900, de l'exécutif (1862-1863) et du législatif municipal (1877-1900) de la ville de Schaffhouse et du Conseil national de 1863 à 1900.
Ses premières motions comprennent deux textes visant à criminaliser la propriété d'esclaves et le commerce des esclaves par des Suisses. Il qualifie l'esclavage de « crime contre l'humanité ». Le Conseil fédéral charge le naturaliste Johann Jakob von Tschudi de rédiger un rapport et, sur cette base, ne prend aucune action à la suite des deux motions,.
À partir de 1867, Wilhelm Joos fait campagne pour promouvoir les droits de l'enfant. Une préoccupation particulière de Joos est aussi la lutte contre la surpopulation rurale et le chômage auxquels il entend répondre par l'émigration. Il noue des contacts avec des pays d'immigration (Costa Rica et États-Unis), conclut des contrats d'acquisitions de terres et tente en vain de créer des majorités en Suisse pour soutenir ces projets.
D'autres sujets sur lesquels il travaille, souvent en avance sur son temps, sont la création d'une banque centrale, la nationalisation des chemins de fer et l'introduction du monopole de l'alcool et d'un impôt fédéral direct.
Membre de l'Académie suisse des sciences naturelles, il se préoccupe également des questions confessionnelles et consacre plusieurs publications à l'Église catholique, qu'il révise et réédite à plusieurs reprises.

## Publications

### Écrits sur l'émigration et la politique
- An den Hohen-Schweizerischen Bundesrath zu Handen der Hohen Bundesversammlung, 1859
- Ueber Schutzaufsicht, Organisation und Leitung der schweizerischen Auswanderung: offenes Sendschreiben an die schweizerische gemeinnützige Gesellschaft, entre 1861 et 1865 (10 éditions)
- Das Nationalbank-Gesetz der Vereinigten Staaten: nebst den zugehörigen Veränderungen und Nachtrag-Gesetzen 1874–1875, 1881
- Einige Gedanken über kolonisatorische Auswanderung, entre 1896 et 1899

### Brochures confessionnelles
- Katechismus der Unterscheidungslehren der evangelischen und römisch-katholischen Kirche oder anathematische Anatomie des Papstgethüms, 1849 et 1852
- Aphorismen über Protestantismus und Katholizismus: Herausgegeben von einem Laien, 1856
- Anatomie der Messe, plusieurs éditions à partir de 1856
- Die Bulle Unam Sanctam und das vatikanische Autoritätsprinzip, 1891 (rééd. 1896)
- Der nassgemachte Pelz. Waschseife für die Zunft der Gleichgültigen und Nichtwisse, entre 1894 et 1900 (huit éditions)
- Innocenz' III: sechs Bücher von den Geheimnissen der Messe, 1898